# Louis Secco
Louis John Secco (* 18. Januar 1927 in Trail, British Columbia; † 27. Oktober 2008) war ein kanadischer Eishockeyspieler. Bei den Olympischen Winterspielen 1952 gewann er als Mitglied der kanadischen Nationalmannschaft die Goldmedaille.    

## Karriere
Louis Secco begann seine Karriere als Eishockeyspieler bei diversen Juniorenmannschaften in seiner Heimatprovinz British Columbia. Anschließend schloss er sich 1946 der Seniorenmannschaft Trail Smoke Eaters an. Dort blieb er fünf Jahre lang, ehe er zur Saison 1951/52 von den Edmonton Mercurys verpflichtet wurde. In der gleichen Spielzeit absolvierte er auch eine Partie für die Kimberley Dynamiters. Mit den Edmonton Mercurys repräsentierte er 1952 Kanada bei den Olympischen Winterspielen. Zur Saison 1952/53 kehrte er zu den Trail Smoke Eaters zurück. In der Folgezeit spielte er zudem zwei Jahre lang für die Trial-Intermediates aus der British Columbia Amateur Hockey Association. In der Saison 1956/57 stand er in 16 Spielen für die Rossland Warriors auf dem Eis. In der folgenden Spielzeit bestritt er noch einmal fünf Spiele für die Smoke Eaters, ehe er seine Eishockeykarriere beendete. 

### International
Für Kanada nahm Secco an den Olympischen Winterspielen 1952 in Oslo teil, bei denen er mit seiner Mannschaft die Goldmedaille gewann. In acht Spielen erzielte er zwei Tore und drei Vorlagen.

## Erfolge und Auszeichnungen
- 1952 Goldmedaille bei den Olympischen Winterspielen